# Goliathopsis despectus
Goliathopsis despectus är en skalbaggsart som beskrevs av John Obadiah Westwood 1874. Goliathopsis despectus ingår i släktet Goliathopsis och familjen Cetoniidae. Inga underarter finns listade i Catalogue of Life.